# Бакунька
Бакунька (укр. Бакунька; также — Тихая, Саковица; укр. Тиха, Саковиця) — река Селищенской сельской и Стеблевской посёлковой общинах Звенигородского района Черкасской области Украины. Правый приток Роси (бассейн Днепра). Длина 15 км, уклон реки — 4,3 м/км. Площадь бассейна 80,3 км².

## Название
Предполагается, что название реки происходит от растения бакун (Nicotina rustica L.), по аналогии с рекой Тютюнкой в бассейне Тетерева. По другому, более вероятному толкованию, название Бакунька связывают с тюркской глагольной основой * bak — «смотреть, наблюдать», *bakun «сторожа». Название обусловлено тем, что в древнерусский период, когда на левом берегу Среднего и нижнего течения Роси строились оборонительные крепости, на правом берегу возле Стеблевая была построена сторожа (бакун), неподалеку от которой протекала река. Гадают, что от этой сторожи и возникло название реки Бакун(ька).

## Населённые пункты
Берёт начало у села Селище, течёт преимущественно на север, впадает в Рось в 72 км от её устья.
Над рекой расположены следующие села (от утечек к устья): Селище, Тараща, Прутильцы, Дацки, Яблоновка.